# Gareth Pugh

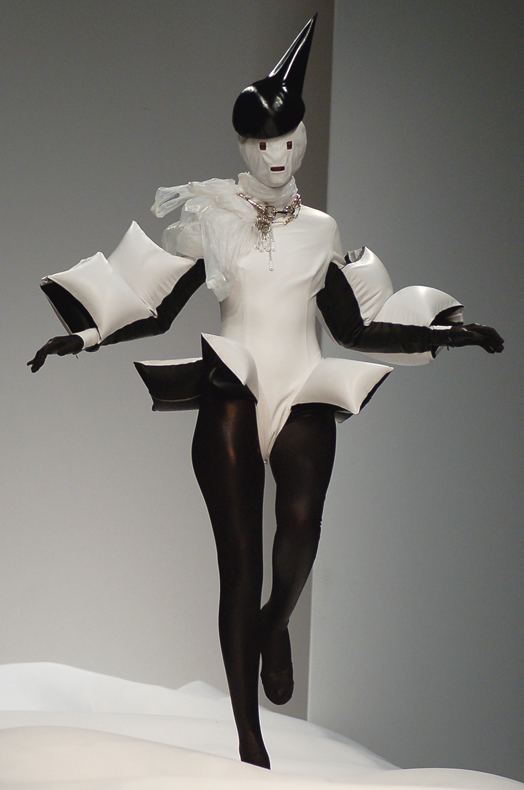
Passarel·la col·lecció Primavera/Estiu 2007

Gareth Pugh, nascut el 31 d'agost de 1981 a Sunderland, Regne Unit, és un modista britànic.Viu i dissenya a París.

## Carrera
Gareth Pugh va començar a treballar amb 14 anys com a dissenyador de moda a l'English National Young Theatre. La seva educació de moda es va iniciar al liceu de Sunderland, posteriorment es va diplomar a la prestigiosa Central Saint Martins de Londres, com a dissenyador de moda. Després, es va incorporar a la casa de moda de Rick Owens.
Al finalitzar els seus estudis, la seva col·lecció de globus va cridar enormement l'atenció de la redacció de la revista Dazed & Confuse. Gràcies a la iniciativa !WOWOW!, associada amb Dazed & Confused, a la seva primera passarel·la, Gareth Pugh va cridar molt l'atenció de l'est de Londres, el cor de l'avantguarda britànica.

## Cronologia
El 2005 va ser invitat a presentar el seu treball a la setmana de la moda de Londres. En quatre setmanes sense equip ni mitjans de comunicació, va crear una col·lecció. L'èxit va ser immediat i va atraure l'atenció de tota la premsa apreciant el seu treball.
El 2006 va presentar la seva primera col·lecció a soles.
Compta amb molts seguidors, especialment entre les famoses Kylie Minogue, que alguns cops ha anomenat Gareth a les seves gires de música, o com Róisín Murphy.
El 2008, Kylie Minogue va mencionar a Gareth al seu senzill "In my arms", després per l'aproximació del seu àlbum X. Al mateix any, Gareth va visitar a Beyoncé pels MTV Europe Awards. El 2008 va rebre el prestigiós premi ANDAM Fashion Award.
Recentment Gareth va vestir a Lady Gaga durant la seva aparició a X Factor.
En els últims anys, gràcies al suport del creador Rick Owens i de la seva esposa Michele Lamy, Gareth Pugh aconsegueix un ascens meteòric que va incrementant dia rere dia.
El 2010 Gareth obre la seva primera botiga a Hong Kong.

## Col·leccions
- Tardor/ Hivern 2006/07
- Primavera/ Estiu 2007
- Tardor/ Hivern 2007/08
- Primavera/ Estiu 2008
- Tardor/ Hivern 2008/09
- Primavera/ Estiu 2009
- Tardor/ Hivern 2009/10
- Primavera/ Estiu 2010
- Tardor/ Hivern 2010/11
- Primavera/ Estiu 2011
- Tardor/ Hivern 2011/12
- Primavera/ Estiu 2012
- Tardor/ Hivern 2012/13
- Primavera/ Estiu 2013
- Tardor/ Hivern 2013/14
- Primavera/Estiu 2014
- Tardor/ Hivern 2014/15